# Herstel-NL

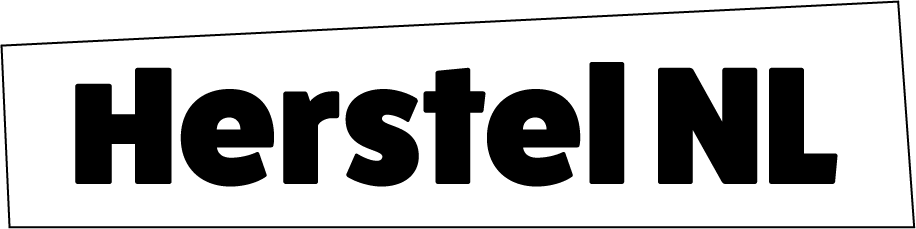

Herstel-NL is een organisatie die in februari 2021 een plan presenteerde om de Nederlandse samenleving weer te openen in plaats van de harde lockdown voort te zetten die in december was ingesteld als maatregel ter bestrijding van de coronapandemie. Herstel-NL is ontstaan naar aanleiding van een artikel van econoom en politicoloog Robin Fransman over de  kosten en baten van de  coronamaatregelen in het tijdschrift  ESB in april 2020. De naam wordt ook wel weergegeven als Herstel.NL (op reclameborden) of Herstel NL (in het logo op de website).

## Openbare oproep en landelijke publiekscampagne
De organisatie bestond in eerste instantie uit de oprichter, Fransman en een groep van vijftien economen, artsen en andere deskundigen, waaronder de hoogleraren Barbara Baarsma, Ira Helsloot en Coen Teulings, die op 4 december 2020 een openbare oproep publiceerde om tot beter coronabeleid te komen. De kern van de oproep was een verzoek aan de overheid om het voorstel, een risicogestuurd beleid met gerichte bescherming, te laten doorrekenen door het RIVM.
Herstel-NL achtte de  harde lockdown disproportioneel, en wees op het feit dat de lockdown zelf ook gezondheidsschade veroorzaakte, dus niet alleen economische schade. 
In januari werd besloten een publiekscampagne op te zetten, nadat het verzoek om het plan door te rekenen werd afgewezen. Op 18 februari 2021 werd een landelijke campagne gelanceerd met spotjes op de radio, billboards en posters, gefinancierd met crowdfunding. De slogan: ‘Er is een plan waarmee Nederland open kan’. Het voorstel werd gesteund door het Artsen Covid Collectief, een stichting die naar eigen zeggen ca. 1500 artsen vertegenwoordigt.

## Kritiek
Teulings lichtte het voorstel toe in het televisieprogramma Op1, maar vooral het idee om "veilige zones" in te richten voor kwetsbare mensen viel niet bij iedereen even goed. Er kwam van meerdere kanten kritiek:
- Collega-hoogleraar Arnoud Boot verweet Teulings dat hij zijn rol als onafhankelijk wetenschapper zou hebben verzaakt.[8]

- In de persconferentie van 23 februari 2021 noemde demissionair minister Hugo de Jonge het plan onwerkbaar en 'levensgevaarlijk'.[9]

Enkele dagen nadat de plannen waren gepresenteerd liet Teulings weten niet langer actief te zijn voor Herstel-NL. Ook Baarsma trok zich al snel terug na de kritiek. Volgens het bestuur van Herstel-NL zijn Teulings en Baarsma vanwege politieke druk opgestapt, maar zelf ontkennen ze dit.
Volgens Fransman was het een misverstand dat Herstel-NL 'bejaarden in reservaten wil stoppen' of 'alles wil opengooien', en was het juist de bedoeling een betere balans te zoeken tussen de belangen van mensen met een kwetsbare gezondheid aan de ene kant, en mensen die juist schade ondervonden van de lockdown, zoals studenten, winkeliers en mensen die in de horeca werken. Om dat duidelijker te maken werd op 8 maart 2021 opnieuw een publiekscampagne gestart met nieuwe krantenadvertenties en tv-spotjes.

## Het lot van de oprichter
Oprichter Fransman maakte op 3 december 2021 bekend via zijn Twitteraccount dat hij corona positief was getest. Zijn commentaar was Corona positief, Het werd ook een keer tijd. Vrij kort nadien werd hij opgenomen in het OLVG-ziekenhuis in Amsterdam waar hij ten gevolge van de besmetting op dinsdag 28 december 2021 kwam te overlijden. Fransman zelf wilde zich niet laten inenten en liet zich publiekelijk op zeer kritische wijze uit over de werking en wenselijkheid van vaccins.